# Radovan Višković
Radovan Višković (srbsky Радован Вишковичћ, 1. února 1964, Buljevići u Vlasenice, SFRJ), je bosenskosrbský politik a premiér Republiky srbské a člen Svazu nezávislých sociálních demokratů. Je ženatý a má dvě děti.

## Biografie
Višković se narodil v roce 1964 nedaleko města Vlasenica, dnes na území opštiny Milići. Vystudoval dopravní inženýrství na vysoké škole v Sarajevu, univerzitní titul obdržel v roce 1990. Poté pracoval jako asistent. Postgraduální studia uskutečnil na technologické fakultě ve Zvorniku v roce 2005 a doktorská na dopravní fakultě v Doboji v roce 2015.
V červenci 1995 působil Višković na Generálním štábu Vojsk Republiky srbské. Byl v kontaktu s Radislavem Krstićem, který byl obviněn z válečných zločinů. Objevila se řada obvinění, která mířila na něj, všechna ale odmítl. Po skončení války pracoval pro společnost Boksit v Milićích nedaleké své rodné vsi, a to jako výkonný ředitel v oblasti dopravy.
Svoji politickou kariáru zahájil v roce 2004 v komunálním zastupitelstvu. V roce 2006 byl zvolen do Národní skupštiny Republiky srbské. Byl předsedou poslaneckého klubu SNSD.
Dne 2. listopadu 2018 oznámil prezident Republiky srbské Milorad Dodik, že by Višković se měl stát novým premiérem entity. Důvodem byla skutečnost, že do té doby sloužící premiérka Željka Cvijanović, tuto pozici opustila. Do funkce premiéra nastoupil dne 18. prosince téhož roku.
Dne 31. července 2023 byly na Viškoviće uvaleny Spojenými státy sankce na základě exekutivního příkazu č. 14033 s odůvodněním ohrožení regionální bezpečnosti, míru, spolupráce a ohrožování daytonské dohody.
V březnu 2025 na něj Státní zastupitelství Bosny a Hercegoviny vydalo zatykač spolu s Miloradem Dodikem a Nenadem Stevandićem. Důvodem byly zákony, které byly schváleny v bosenskosrbském parlamentu a které jsou dle Vysokého představitele pro Bosnu a Hercegovinu v rozporu s Daytonskou mírovou smlouvou.